# Personaleinsatz
Der Personaleinsatz ist im Personalwesen in zeitpunktbezogener Sicht die Zuordnung des Personals zu den verfügbaren Stellen oder Arbeitsplätzen eines Unternehmens in qualitativer, quantitativer, zeitlicher und örtlicher Hinsicht und stellt somit einen wichtigen Faktor im Personalmanagement dar.

## Allgemeines
Die verantwortlichen Personalmanager streben danach, das Personal seiner Eignung entsprechend einzusetzen. Der Personaleinsatz vollzieht sich in Arbeitssystemen, in denen Personal und Betriebsmittel zusammengefasst sind. Der Personaleinsatz stellt für jede Organisation ein zentrales Element zur Aufrechterhaltung und Optimierung des jeweils gegebenen Leistungsprozesses dar. Verschiedentlich wird inzwischen auch der Fachbegriff "Workforce Management" verwendet, als Umschreibung der Tatsache, dass Personal ein kostenintensiver Leistungsfaktor ist, der nutzenoptimal einzusetzen ist.

## Personalprozesse
Mit dem Arbeitseinsatz eng verbunden sind die Personalprozesse, welche die Zeiträume der Personalarbeit zeigen. In zeitraumorientierter Sichtweise kann von den Phasen des personalen Zugangs, des Haupteinsatzes und des Abgangs gesprochen werden. Der Prozess des Personaleinsatzes umfasst also folgende Stufen:
- Den Personalzugang als erster Phase des Personaleinsatzes, die mit der Probezeit beginnt und mit dieser endet. In dieser Stufe erfolgt die Einweisung und Einarbeitung des Personals durch die sogenannte Vier-Stufen-Methode, die aus den Stufen der Vorbereitung, des Vormachens, des Nachmachens und des Übens besteht.
- Den Personalhaupteinsatz als zentraler Phase des Personaleinsatzes, in welcher das betriebliche Personal nach Ablauf der Probezeit seine Leistungsfähigkeit und Leistungsbereitschaft zeigen muss. Die Haupteinsatzphase kann viele Jahre umfassen, aber auch relativ schnell beendet sein.
- Den Personalabgang als letzte Phase des Personaleinsatzes. Sie kann beispielsweise durch Pensionierung, Vertragsablauf, Kündigung des Arbeitgebers bzw. des Arbeitnehmers ausgelöst werden. Die Länge der Abgangsphase hängt vom Anlass des Personalabgangs ab. Der Arbeitgeber kann aus unterschiedlichen Gründen die Personalfreisetzung einleiten.

Der Personaleinsatzprozess schließt sich dem Prozess der Personalbeschaffung an und wird von der Phase der Personalwirtschaftskontrolle begleitet, die darüber hinaus den bereichsbezogenen Personalprozess abschließt.